# Слон борнейський
Слон борнейський, або карликовий слон Борнео (Elephas maximus borneensis) — мешкає на північному сході Борнео. Його походження залишається предметом дискусій. Остаточна класифікація підвиду с.б. чекає на повнообсяжне морфометричне та генетичне дослідження. З 1986 року с.б. було занесено до Червоної книги МСОП через те, що популяція скоротилася як мінімум на 50 % протягом останніх трьох поколінь (60-75 років). С.б. загрожує втрата місць проживання, деградація і фрагментація.
Як показало дослідження, результати якого опубліковані в рецензованому Журналі музею малайзійського штату Саравак, на острові відсутні археологічні свідчення присутності слонів раніше XVIII століття. Це підтверджує поширену серед місцевого населення думку, що слони ці були привезені на острів султаном архіпелагу Сулу, що нині входить до складу Філіппін, та залишені в джунглях.
Карликові слони Борнео менші за звичайного індійського слона — не більше 2,5 метра заввишки проти 3 метрів у індійського слона (Elephas maximus indicus), у них дуже незвичайні, «дитячі» морди . Живуть вони в малайзійському штаті Сабах і на самій півночі індонезійської частини острова Калімантан, загальна кількість тварин складає  одну-дві тисячі.
Довгий час цих тварин вважали просто мініатюрною копією індійського слона, а деякі навіть вважали, що очевидці просто приймали за дорослих тварин юних індійських слонів. Проте, в 2003 році аналіз ДНК показав, що карликові слони Борнео заслуговують бути виділеними в окремий підвид індійського слона (та й сам індійський слон — підвид азійського) . Відомо, що такі слони раніше також зустрічалися на Яві і деяких інших островах Зондського архіпелагу, але були повністю винищені після прибуття сюди європейців. Популяція архіпелагу Сулу зникла в XIX столітті.
Результати нової роботи показують, що до XVIII століття слонів на Калімантані не було. Передбачається, що всього декількох — можливо, лише єдину пару самця і самицю — залишив на острові султан Сулу. Йому ж слонів, як поширений у стародавніх азійських монархів подарунок, надіслав правитель Яви. Чому частину з них султан вирішив висадити на Калімантані невідомо.

## Ресурси Інтернету
- WWF: Borneo elephant[недоступне посилання з травня 2019]
- Elephant Research International
- eurekalert April 2008: 'Extinct' elephant may have been found again — on a different island